# Thompsonia sinensis
Thompsonia sinensis är en kräftdjursart. Thompsonia sinensis ingår i släktet Thompsonia och familjen Thompsoniidae. Inga underarter finns listade i Catalogue of Life.